# Pseudoaugeneriella
Pseudoaugeneriella är ett släkte av ringmaskar. Pseudoaugeneriella ingår i familjen Sabellidae.
Kladogram enligt Catalogue of Life:
| Pseudoaugeneriella | \| \| Pseudoaugeneriella brevirama \| \| \| \| \| \| Pseudoaugeneriella unirama \| \| \| \| |
|                    | \| \| Pseudoaugeneriella brevirama \| \| \| \| \| \| Pseudoaugeneriella unirama \| \| \| \| |
|                    | Pseudoaugeneriella brevirama                                                                |
|                    |                                                                                             |
|                    | Pseudoaugeneriella unirama                                                                  |
|                    |                                                                                             |